# Lư Tuấn Nghĩa
Lư Tuấn Nghĩa là một nhân vật hư cấu trong tác phẩm Thủy hử của Thi Nại Am. Xếp thứ hai trong 108 anh hùng Lương Sơn Bạc, Lư Tuấn Nghĩa có ngoại hiệu là Ngọc Kỳ Lân

## Mô tả
Lư Tuấn Nghĩa người thành Hàm Đan, Hà Bắc (liệt vào hàng Tam kiệt Hà Bắc). Thủy hử mô tả Lư Tuấn Nghĩa mình cao chín thước (1.97 m), mắt sáng như sao, tướng mạo tựa thần. Niên kỷ của Lư Tuấn Nghĩa chừng 34-35 tuổi.

## Trong phim "Tân Thủy hử"
Năm đó quân Liêu mang quân xâm lược nhà Tống, triều đình sai Đồng Quán mang quân đánh dẹp. Dưới trướng Đồng Quán có Lư Tuấn Nghĩa (lúc này là tướng nhỏ) với Chu Vũ làm quân sư cho Lư Tuấn Nghĩa. Đồng Quán nhờ hai người họ mà đánh thắng quân Liêu biết bao trận, đuổi quân Liêu ra khỏi bờ cõi, còn đánh đến Đàn Châu của nước Liêu. Lư Tuấn Nghĩa hiến kế nên cho ông với Chu Vũ mấy trăm quân ra dụ địch, rồi toàn quân xông ra đánh tan được Liêu. Đồng Quán ganh ghét tài của Lư Tuấn Nghĩa với lại nhiều lần lôi kéo ông về phe mình và Cao Cầu không được, nên giả ý chấp nhận kế hoạch của Lư Tuấn Nghĩa. Khi xung trận, quân của Chu Vũ và Lư Tuấn Nghĩa hăng hái đánh giặc, nhưng quân Đồng Quán không ra giúp như kế hoạch. Toàn quân của Lư Tuấn Nghĩa dần dần bị tiêu diệt sạch. Chu Vũ và Lư Tuấn Nghĩa dồn hết sức thoát trận, chạy về được nhưng quân đội bị chết sạch. Đồng Quán tống giam Lư Tuấn Nghĩa lại và tấu lên vua rằng Lư Tuấn Nghĩa tự ý xuất quân làm lỡ mất thời cơ. Chu Vũ cũng bị giam với Lư Tuấn Nghĩa. Sau đó vua Tống thấy chuyện này có uẩn khúc nên đem hai người ra đánh 50 trượng rồi cho giải giáp quy điền. Chu Vũ đến Thiếu Hoa Sơn làm cướp, Lư Tuấn Nghĩa đến Hà Bắc làm một viên ngoại nhàn rỗi.
Lúc Lư Tuấn Nghĩa ở đây thì Yến Thanh mới 13 tuổi vào phủ làm gia nô cho Lư Tuấn Nghĩa. Lư Tuấn Nghĩa đối đãi với Yến Thanh như con cái nên được Yến Thanh hết sức trung thành.
Sau này, thủ lĩnh tạm quyền của Lương Sơn Bạc là Tống Giang (tức Tống Công Minh) nghe danh Tuấn Nghĩa và rất muốn thu nạp, bèn sai quân sư Ngô Dụng cải trang làm thầy tướng số tiếp cận họ Lư. Một mặt, Ngô Dụng cảnh báo về tai hoạ đao huyết sắp tới cho Lư Tuấn Nghĩa, dặn ông nếu muốn thoát nạn phải rời về hướng Đông Nam 100 dặm. Nô bộc tâm phúc của Lư Tuấn Nghĩa là Yến Thanh không tin, cho rằng Ngô Dụng thực chất là người do Tống Giang phái đến nhằm thuyết hàng chủ nhân, vì trên con đường Ngô Dụng nhắc đến nhất định phải đi qua Thủy bạc Lương Sơn.  Trong khi Lư Tuấn Nghĩa còn đang nửa tin nửa ngờ, thì Ngô Dụng cao tay lại đánh thêm một bước nữa. Ông nhìn thấu được lòng dạ của một gã nô gia nhà họ Lư tên Lý Cố nên đã khích hắn phản chủ, khiến cho lời tiên đoán của mình nghiễm nhiên thành sự thật. Lý Cố vu oan cho Lư Tuấn Nghĩa, rồi chiếm hết của cải và tư thông với Cổ Thị - vợ của Lư Tuấn Nghĩa. Họ Lư bị đày khổ ải, một lần suýt chết nhưng được Yến Thanh âm thầm phò trợ cứu thoát. Song không được bao lâu, việc bất thành, Lư Tuấn Nghĩa bị bắt lần thứ hai. Tống Giang sai Thạch Tú và Dương Hùng đến cứu, nhưng Thạch Tú cũng bị bắt luôn. Lư Tuấn Nghĩa và Thạch Tú bị phạt đi đày, Tống Giang bèn sai Sài Tiến hối lộ hai viên công sai là Sái Phúc, Sái Khánh hãy giữ tính mạng của hai người. Sau đó, Tống Giang cho công thành, giải cứu Lư Tuấn Nghĩa và Thạch Tú. Lư Tuấn Nghĩa và người nô bộc trung thành Yến Thanh về nhà, trả thù Lý Cố và Cổ thị, sau đó cùng nhau lên Lương Sơn thủy bạc chịu ơn Tống Giang.
Khi lên Lương Sơn Bạc, Lư Tuấn Nghĩa đã từ chối chức trại chủ mặc dù Tống Giang đã nài ép, nhường nhịn thật lòng. Vốn trước đó Tiều Cái đã chỉ định "ai giết được Sử Văn Cung, thì người đó làm chủ Lương Sơn Bạc", Tống Giang và Lư Tuấn Nghĩa chia quân đánh Tăng Đầu thị, nhằm xem ai giết được Sử Văn Cung thì làm trại chủ. Tống Giang đánh bại quân Tăng Đầu thị, Lư Tuấn Nghĩa bắt được Sử Văn Cung đem nộp cho Tống Giang. Tống Giang giải Sử Văn Cung lên Lương Sơn làm lễ giết hắn. Chức trại chủ vẫn không phân định. Ngô Dụng bày kế cho Tống Giang và Lư Tuấn Nghĩa chia quân đánh hai thành Đông Bình và Đông Xương, ai phá thành trước thì làm trại chủ. Tống Giang phá thành Đông Bình trước, thu phục được Song Thương Tướng Đổng Bình. Còn Lư Tuấn Nghĩa vẫn chưa hạ được thành Đông Xương, Tống Giang mang quân sang giúp. Cuối cùng hạ được thành, thu phục được Một Vũ Tiễn Trương Thanh, Cung Vượng, Đinh Đắc Tôn.
Lư Tuấn Nghĩa lập nhiều công trạng cho Lương Sơn: đánh bại Đồng Quán hai lần, đánh bại Cao Cầu 3 lần, Bắc phạt nước Liêu, đánh dẹp Điền Hổ, bình định Vương Khánh, nam chinh Phương Lạp.

## Cái chết
Sau này đánh bại Phương Lạp, Lư Tuấn Nghĩa được thăng hàm Vũ công đại phu, bổ chức An phủ sứ kiêm Binh mã Phó Tổng quản Lư Châu. Nhưng rồi bị gian thần hãm hại, cho uống rượu có thủy ngân, lúc đi thuyền về Lư Tuấn Nghĩa muốn đứng đầu mũi thuyền tiêu khiển, không ngờ thủy ngân đã chạy vào tuỷ, vào bụng dưới, Lư Tuấn Nghĩa run chân đứng không vững, lại vì chếnh choáng hơi men nên sẩy chân rơi xuống sông Hoài ở chỗ nước sâu mà chết đuối.